# Governo Ishiba II
Il governo Ishiba II è il 103º ed attuale governo del Giappone, in carica dall’11 novembre 2024, con a capo il primo ministro Shigeru Ishiba.

## Storia

### Formazione
Nato in seguito alle elezioni parlamentari del 2024, l’esecutivo è la continuazione, con anche grossomodo i ministri precedenti, della medesima coalizione tra il Partito Liberal Democratico e Kōmeitō. In questa occasione, tuttavia, essa si è concretizzata, per la prima volta in trent’anni, in un governo di minoranza, riuscendo ciononostante a prevalere in sede di approvazione parlamentare (che in Giappone si attua con un voto diretto sul candidato), solamente al secondo turno di votazione, grazie all’astensione (ma soprattutto grazie al fatto che l’opposizione non sia riuscita a coalizzarsi coerentemente) delle due principali formazioni chiave, ossia il Nippon Ishin no Kai (JIP) ed il Partito Democratico per il Popolo (PDP), permettendo così un’investitura a maggioranza relativa di 221 voti.
L’11 novembre dunque, ottenuta la fiducia (seppur senza una base a mandato pieno), il governo è ufficialmente entrato in carica.

## Compagine di governo

### Appartenenza politica
L'appartenenza politica dei membri del Governo alla sua formazione è la seguente:
| Partito | Partito                           | Primo ministro | Ministri | Consiglieri | Totale |
| ------- | --------------------------------- | -------------- | -------- | ----------- | ------ |
|         | Partito Liberal Democratico (LDP) | 1              | 18       | 2           | 21     |
|         | Kōmeitō (K)                       | —              | 1        | —           | 1      |
|         | Indipendenti (IND)                | —              | —        | 1           | 1      |
| Totale  | Totale                            | 1              | 20       | 3           | 24     |

### Situazione parlamentare
| Camera                    | Collocazione | Partiti                                                                       | Seggi     |
| ------------------------- | ------------ | ----------------------------------------------------------------------------- | --------- |
| Camera dei Rappresentanti | Governo      | LDP (197), K (24)                                                             | 221 / 465 |
| Camera dei Rappresentanti | Astensione   | JIP (38), PDP (28)                                                            | 86 / 465  |
| Camera dei Rappresentanti | Opposizione  | CDP (148), RS (9), JCP (8), YnK (4), S (3), NH (3), SDP (1), Indipendenti (2) | 158 / 465 |

## Composizione
|  | Partito Liberal Democratico (LDP) |
|  | Kōmeitō (K)                       |
|  | Indipendente (IND)                |

| R | Membro della Camera dei rappresentanti |
| C | Membro della Camera dei consiglieri    |
| B | Burocrate                              |

| Ufficio del Primo ministro | Ufficio del Primo ministro | Ufficio del Primo ministro | Ufficio del Primo ministro            | Ufficio del Primo ministro |
| Carica | Titolare                   | Titolare                   | Titolare                              | Titolare                   |
| --- | -------------------------- | -------------------------- | ------------------------------------- | -------------------------- |
| Primo ministro |                            |                            | Shigeru Ishiba                        | R                          |
| Capo segretario di gabinetto |                            |                            | Yoshimasa Hayashi                     | R                          |
| Consigliere speciale del Primo ministro per la sicurezza nazionale |                            |                            | Akihisa Nagashima                     | R                          |
| Consigliere speciale del Primo ministro per la resilienza nazionale e la ricostruzione, la politica di innovazione scientifica e tecnologica e gli altri incarichi speciali |                            |                            | Masafumi Mori                         | B                          |
| Consigliere speciale del Primo ministro per i salari e l’occupazione |                            |                            | Wakako Yata                           | B                          |
| Ministeri |                            |                            |                                       |                            |
| Dicastero | Titolare                   | Titolare                   | Titolare                              | Titolare                   |
| Affari interni e comunicazioni |                            |                            | Seiichiro Murakami                    | R                          |
| Giustizia |                            |                            | Keisuke Suzuki                        | R                          |
| Affari esteri |                            |                            | Takeshi Iwaya                         | R                          |
| Finanze Ministro di Stato per i servizi finanziari; Ministro incaricato del superamento della deflazione |                            |                            | Katsunobu Katō                        | R                          |
| Istruzione, cultura, sport, scienza e tecnologia |                            |                            | Toshiko Abe                           | R                          |
| Agricoltura, foreste e pesca |                            |                            | Taku Eto (fino al 20 maggio 2025)     | R                          |
| Agricoltura, foreste e pesca |                            |                            | Shinjirō Koizumi (dal 20 maggio 2025) | R                          |
| Salute, lavoro e politiche sociali |                            |                            | Takamaro Fukuoka                      | C                          |
| Economia, commercio ed industria Ministro di Stato per la compensazione dei danni nucleari e per la facilitazione dello smantellamento delle centrali |                            |                            | Yoji Muto                             | R                          |
| Territorio, infrastrutture, trasporti e turismo Ministro incaricato della politica sul ciclo dell'acqua; Ministro per l’Esposizione mondiale 2027 dell'orticoltura a Yokohama |                            |                            | Hiromasa Nakano                       | R                          |
| Ambiente Ministro di Stato per la preparazione alle emergenze nucleari |                            |                            | Keiichiro Asao                        | C                          |
| Difesa |                            |                            | Gen Nakatani                          | R                          |
| Trasformazione digitale Ministro di Stato per la riforma digitale, amministrativa e fiscale; Ministro incaricato della visione della nazione sulla città-giardino digitale; Ministro incaricato della riforma del servizio civile; Ministro di Stato per la riforma della regolamentazione                                                                                |                            |                            | Masaaki Taira                         | R                          |
| Ricostruzione Ministro incaricato del coordinamento delle politiche globali per la ripresa dall'incidente nucleare di Fukushima |                            |                            | Tadahiko Ito                          | R                          |
| Direttore della commissione nazionale per la pubblica sicurezza Ministro incaricato della costruzione della resilienza nazionale; Ministro incaricato delle questioni territoriali; Ministro di Stato per la gestione dei disastri e la politica oceanica |                            |                            | Manabu Sakai                          | R                          |
| Politiche dei bambini Ministro di Stato per le misure contro la diminuzione del tasso di natalità; Ministro di Stato per l’uguaglianza di genere; Ministro incaricato per l’emancipazione femminile; Ministro incaricato per l’emancipazione giovanile; Ministro incaricato della coesione sociale; Ministro incaricato per le misure contro la solitudine e l’isolamento |                            |                            | Junko Mihara                          | C                          |
| Rivitalizzazione economica Ministro incaricato per il “nuovo capitalismo”; Ministro incaricato per le startups; Ministro incaricato per le misure per la gestione delle crisi sanitarie infettive; Ministro incaricato della riforma della previdenza sociale; Ministro incaricato della politica economica e fiscale                                                     |                            |                            | Ryosei Akazawa                        | R                          |
| Sicurezza economica Ministro di Stato per la strategia sulla proprietà intellettuale; Ministro di Stato per le politiche scientifiche e tecnologiche; Ministro di Stato per le politiche spaziali; Ministro di Stato per la strategia “Cool Japan”; |                            |                            | Minoru Kiuchi                         | R                          |
| Esposizione mondiale 2025 ad Osaka Ministro di Stato per Okinawa e per gli affari dei territori settentrionali; Ministro di Stato per gli affari dei consumatori e la sicurezza alimentare; Ministro per la rivitalizzazione regionale; Ministro di Stato per le politiche degli Ainu                                                                                     |                            |                            | Yoshitaka Itō                         | R                          |

Fonte:
- (EN) Prime Minister of Japan and His Cabinet - The Cabinet, su japan.kantei.go.jp.